# Abrera
Abrera es una villa y municipio de la comarca del Bajo Llobregat, provincia de Barcelona, situado en Cataluña, España.

## Geografía
Abrera se encuentra situada al extremo norte de la comarca, extendiéndose a ambos lados del río Llobregat. Se sitúa a 39 kilómetros de la capital catalana. Los habitantes están distribuidos entre el núcleo urbano (incluye los núcleos antiguos del Rebato y de la Calle Mayor - La Font), el núcleo antiguo diferenciado de Santa María de Vilalba (con los barrios del Suro y Can Torres) y las antiguas urbanizaciones, ahora transformadas en barrios: Can Vilalba, Ca n'Amat, Les Carpes i Sant Miquel.
El término municipal ocupa una superficie de 19,89 kilómetros cuadrados y abarca una amplia zona del valle del río Llobregat, que atraviesa el territorio desde la Serra d'en Ribes (226 metros), en el límite con Olesa de Montserrat, hasta el límite con Martorell y Castellbisbal. Abrera ocupa parte de las tierras planas de la Depresión Prelitoral Catalana, y se caracteriza por tener una zona central de orografía suave, modelada por el río Llobregat, limitada por zonas algo más montañosas que limitan al oeste con Noya (Ca n'Amat, plana de Can Garrigosa y Sant Ermengol), y al este con el Vallés Occidental (Serra d'en Ribes y Serral de l'Ametller).
La altitud oscila entre los 290 metros al este, en el Serral de l'Ametller, y los 55 metros a orillas del río Llobregat. El pueblo se alza a 105 metros sobre el nivel del mar. 
| Noroeste: Esparraguera              | Norte: Esparraguera y Olesa de Montserrat  | Noreste: Viladecavalls |
| Oeste: Hostalets de Pierola         |                                            | Este: Ullastrell       |
| Suroeste: San Esteban de Sasroviras | Sur: San Esteban de Sasroviras y Martorell | Sureste: Castellbisbal |

### Accesos
- Autovía del Nordeste A-2, de Madrid a Barcelona y a Francia, entre los pK 583 y 585.
- Autovía B-40 , llamada también Cuarto cinturón, es una autovía que se inicia en la autovía del Nordeste y termina en Tarrasa.
- Carretera C-55, que permite la comunicación con Manresa.
- Carretera BV-1202, que se dirige a Ullastrell.
- Carretera BV-1201, se dirige hacia Olesa de Montserrat o Martorell , pasando por los barrios de Les Carpes y Santa Maria Can Vilalba.

## Historia
Los primeros asentamientos de Abrera son iberos, de los que se ha localizado, al menos por ahora, una zona de almacenamiento de grano en silos ("camp de sitges"), que sería una estación intermedia en la ruta de exportación del cereal entre las llanuras del interior de Hispania y la costa mediterránea. De la época romana, se encuentra localizada y pendiente de excavación una villa, que debió ser conocida posiblemente como Villa Alba (en Sant Hilari), situada en las cercanías de la ciudad romana de Ad Fines ("en los límites" del territorio de Barcino), hoy Martorell.
En la Alta Edad Media, mientras que la ciudad de Ad Fines quedó despoblada por la inseguridad creciente del territorio ante los ataques de los conquistadores musulmanes, la antigua Villa Alba se fue transformando en una primitiva aldea alrededor de la iglesia de estilo prerrománico de Sant Hilari, edificada probablemente alrededor del siglo IX, y que ha perdurado hasta nuestros días en buen estado de conservación. En esta época se supone que el lugar ya habría pasado a llamarse Abrera, nombre que parecería significar "a orillas del río" en árabe.[cita requerida] Mientras tanto, en una elevación al otro lado del Llobregat, aparece el castillo de Voltrera (hoy en ruinas), que formaba parte de la línea defensiva del condado de Barcelona frente a los dominios de al-Ándalus.
Avanzando la Edad Media, a partir del siglo XI, Abrera debió trasladarse desde la zona fluvial al camino, mucho más elevado, y de esta época es la iglesia de estilo románico de Sant Pere, alrededor de la cual se situaron varias masías, unas pocas de las cuales han llegado, con las lógicas reformas, hasta la actualidad, siendo este el emplazamiento del centro urbano actual. El pueblo pertenecía a la baronía de Castellvell, que después dio lugar al marquesado de Martorell, estado feudal que, después de muchas vicisitudes, llegó al final del Antiguo Régimen en manos de la casa de Alba.
Desde el siglo XVI, y coincidiendo con la primera gran oleada migratoria, procedente de Occitania, se urbanizó la calle Mayor. De esta misma época es la ermita de Sant Ermengol, que fue lugar de peregrinación comarcal durante un par de siglos.
A finales del siglo XVIII, el virrey del Perú Manuel de Amat y Junient se hizo construir un palacete de estilo colonial en la propiedad de su familia, y lo hizo decorar por un pintor francés apellidado Flaugier. El barón de Maldá, sobrino de Manuel de Amat, lo describió en su obra Calaix de sastre ("cajón de sastre"), pero en la actualidad no se conserva ningún vestigio de este edificio, salvo alguna fotografía y el escudo familiar extraído de la fachada para salvarlo del derribo.
En la Guerra de la Independencia (1808-1814), Abrera vivió de cerca las dos batallas del Bruch. La población todavía recuerda que el ejército napoleónico, en su retirada, perdió una pieza de artillería al hundirse el llamado puente de los Franceses, previamente saboteado por los vecinos.
Ya en el siglo XIX, se crearon los nuevos arrabales de La Font y El Rebato. Y, más alejados, Les Mates y Santa María de Vilalba (también conocido por El Suro). Hacia 1888, la nueva carretera de Madrid a Barcelona se construyó fuera del casco urbano, dejando de lado el itinerario tradicional que pasaba por la calle Mayor.
En 1922 se inauguró el tramo de vía férrea que conectó el pueblo con Barcelona. En 1926, la primera escuela, costeada por los vecinos pudientes y edificada a base de jornales gratuitos por todos los demás.
La Guerra Civil (1936-1939) golpeó Abrera como cualquier otra población. Se sabe del incendio de la iglesia, de personas que vivieron escondidas en algunas casas, de familias refugiadas, de niños masacrados por un proyectil abandonado, de jóvenes soldados desaparecidos en el frente, de un alcalde republicano (Pere Vallès) encarcelado, de fusilamientos ante la tapia del cementerio...
Después de 1950 se inicia el proceso de industrialización, con el consiguiente aumento de población, debido a la inmigración, procedente mayoritariamente del sur de España, y Abrera dejó de ser un pueblo agrícola para ir transformándose en una villa plenamente industrial, como lo es en la actualidad. Si hasta entonces la economía del pueblo se había basado en el cultivo del olivo, el almendro y la viña (substituida esta última por los árboles frutales a partir de 1930), pronto la agricultura empezó a ceder terreno y mano de obra a la industria. Al principio, fueron las industrias textiles y, sobre todo, el matadero Purlom los motores del crecimiento local. Purlom llegó a promover la creación de todo un nuevo barrio para sus trabajadores. En cambio, la instalación de la factoría SEAT entre Martorell, Sant Esteve Sesrovires y Abrera en los setenta propició que la industria auxiliar del automóvil, y sobre todo la logística, se haya convertido casi en un monocultivo industrial.

## Demografía
Abrera cuenta con una población de 13 014 habitantes (INE 2024).
| Gráfica de evolución demográfica de Abrera entre 1842 y 2021                                                          |
| |
| Población de derecho según los censos de población del INE. Población de hecho según los censos de población del INE. |

### Núcleos de población
Desglose de población según el Padrón Continuo por Unidad Poblacional del INE.
| Núcleos               | Habitantes (2013) | Varones | Mujeres |
| --------------------- | ----------------- | ------- | ------- |
| Entitat Est D'Abrera  | 2414              | 1254    | 1160    |
| Entitat Oest D'Abrera | 9641              | 4898    | 4743    |

## Administración y política
Abrera ha sido un municipio gobernado por la izquierda desde el inicio de la democracia hasta 2011, cuando se inició una etapa de coaliciones sin ideología definida. El primer alcalde de la democracia fue Manuel López, encabezando la coalición Entesa Municipal d'Abrera. López, que recibió la Creu de Sant Jordi en nombre de todos los alcaldes de la Transición, fue substituido por Félix Chico, que mantuvo la alcaldía durante 24 años. En el 2007, Maria Soler se convirtió en la primera alcaldesa de la historia de Abrera, y además en la primera persona nacida en el pueblo que ha ocupado el cargo en décadas.
Actualmente, el gobierno municipal de Abrera está compuesto por el Partit Socialista de Catalunya (PSC-PM) y el alcalde es Jesús Naharro Rodríguez, concejal de urbanismo durante el mandato de María Soler.
Lista de alcaldes desde las elecciones democráticas de 1979
| Periodo    | Nombre del alcalde/alcaldesa | Partido político | Fecha de posesión |
| ---------- | ---------------------------- | ---------------- | ----------------- |
| 1979-1983  | Manuel López Lozano          | Entesa (PSUC)    | 19/04/1979        |
| 1983-1987  | Félix Chico                  | PSC              | 28/05/1983        |
| 1987-1991  | Félix Chico                  | PSC              | 30/06/1987        |
| 1991-1995  | Félix Chico                  | PSC              | 15/06/1991        |
| 1995-1999  | Félix Chico                  | PSC              | 17/06/1995        |
| 1999-2003  | Félix Chico                  | PSC              | 03/07/1999        |
| 2003-2007  | Félix Chico                  | PSC              | 14/06/2003        |
| 2007-2011  | Maria Soler                  | PSC              | 16/06/2007        |
| 2011-2015  | Maria Soler                  | PSC + CiU + ICV  | 11/06/2011        |
| 2015-2019  | Jesús Naharro                | PSC + ERC + CiU  | 13/06/2015        |
| 2019-2023  | Jesús Naharro                | PSC + ERC        | 15/06/2019        |
| Desde 2023 | Jesús Naharro                | PSC              | 15/06/2023        |

### Elecciones municipales
| PSC-CP             | 3006 (51,44%) | 11 | PSC-CP           | 1478 (28,62%) | 6 | PSC-PM  | 1425 (29,43%) | 6 | PSC-PM  | 2024 (46,54%) | 9 | PSC-PM  | 2.130 (49,33%) | 7 |
| ERC-AM             | 810 (13,86%)  | 2  | Ad'Ab            | 945 (18,3%)   | 3 | PP      | 728 (15,13%)  | 3 | ADA-EPM | 807 (18,56%)  | 3 | ADA-EPM | 812 (18,81%)   | 3 |
| Ad'Ab              | 653 (11,17%)  | 2  | ABRERA EN COMÚ-E | 898 (17,39%)  | 3 | ADA-EPM | 728 (15,13%)  | 3 | PP      | 517 (11,89%)  | 2 | PP      | 427 (9,89%)    | 1 |
| ABRERA EN COMÚ-ECG | 533 (9,12%)   | 1  | ERC-AM           | 554 (10,73%)  | 2 | CiU     | 610 (12,68%)  | 2 | EU-IU   | 405 (9,31%)   | 1 | EU-IU   | 354 (8,20%)    | 1 |
| Cs                 | 426 (7,29%)   | 1  | Cs               | 445 (8,62%)   | 1 | ICV-E   | 306 (6,36%)   | 1 | CiU     | 267 (6,14%)   | 1 | ERC-AM  | 289 (6,69%)    | 1 |
| JxCAT              | 192 (3,29%)   | 0  | PP               | 362 (7,01%)   | 1 | PxC     | 305 (6,34%)   | 1 | ERC-AM  | 261 (6,00%)   | 1 | CiU     | 252 (5,84%)    | 0 |
| PP                 | 192 (3,29%)   | 0  | CiU              | 306 (5,92%)   | 1 | EU-IU   | 299 (6,21%)   | 1 |         |               |   |         |                |   |
|                    |               |    | PxC              | 117 (2,27%)   | 0 | ERC-AM  | 221 (4,59%)   | 0 |         |               |   |         |                |   |
|                    |               |    |                  |               |   | SI      | 42 (0,87%)    | 0 |         |               |   |         |                |   |

### Gobierno municipal de 2023
}

#### Oposición
| Cargo              | Àrea de responsabilitat | Concejalía                                                                                | Nombre del concejal         | Partido político |
| ------------------ | ----------------------- | ----------------------------------------------------------------------------------------- | --------------------------- | ---------------- |
| Alcalde Presidente |                         | Participación Ciudadana                                                                   | Jesús Naharro Rodríguez     | PSC-CP           |
| Regidor            |                         | Gestión de las personas Cultura                                                           | Francisco Sánchez Escribano | PSC-CP           |
| Regidor            |                         | Promoción Económica Comercio Servicios económicos Turismo y promoción de la Vila          | María Teresa Novell Joya    | PSC-CP           |
| Regidor            |                         | Educación                                                                                 | Concepción Sierra Martín    | PSC-CP           |
| Regidor            |                         | Medio ambiente y animales                                                                 | José Zafra Egea             | ERC              |
| Regidor            |                         | Esports                                                                                   | Jordi Moreno Moreno         | PSC-CP           |
| Regidor            |                         | Obres Urbanisme Activitats Agua y energía                                                 | Mercedes Álvarez Montes     | PSC-CP           |
| Regidor            |                         | Transporte                                                                                | Alfred Delgado Ortega       | PSC-CP           |
| Regidor            |                         | Acció Social Gente mayor Participación Infància Habitatge                                 | Giulia Mirto Ariño          | PSC-CP           |
| Regidor            |                         | Comunicació Igualtat LGTBIQ+ Convivència Ciutadana                                        |                             | PSC-CP           |
| Regidor            |                         | Patrimoni Cultural Gestión documental Secretaria Innovación tecnológica Memòria Històrica | Arantxa Galofre Freire      | PSC-CP           |

## Economía

### Evolución de la deuda viva
El concepto de deuda viva contempla solo las deudas con cajas y bancos relativas a créditos financieros, valores de renta fija y préstamos o créditos transferidos a terceros, excluyéndose, por tanto, la deuda comercial.
| Cargo   | Nombre del concejal      | Partido político    |
| ------- | ------------------------ | ------------------- |
| Regidor | José Andrés Martín Álamo | Alternativa en Comú |
| Regidor | Iraida Adell Edo         | Alternativa en Comú |
| Regidor | Joaquín Eandi Cuttica    | Alternativa en Comú |
| Regidor | Raúl Montesinos Jiménez  | Alternativa en Comú |
| Regidor | Sara Roca Ibáñez         | ERC                 |
| Regidor | Jaume Casino Romero      | Vox                 |
| Regidor | Alba Llidó Ruiz          | PP                  |

| Gráfica de evolución de la deuda viva del ayuntamiento entre 2008 y 2014                             |
| |
| Deuda viva del ayuntamiento en miles de Euros según datos del Ministerio de Hacienda y Ad. Públicas. |

La deuda viva municipal por habitante en 2014 ascendía a 1,77 €.

## Cultura

### Gastronomía
La oferta gastronómica local no es muy abundante. En el centro de la villa hay algún restaurante con propuestas tradicionales. Abundan los bares.
Los martes hay mercadillo en el Passeig de l'Església. El mercadillo se celebra todos los martes del año.
Los productos a la venta son autóctonos y foráneos. Fruta, verduras y hortalizas. Textil y calzado. Complementos, bisutería, marroquinería. Menaje del hogar, plásticos, droguería.

### Fiestas
- Fiesta Mayor el 29 de junio, festividad de San Pedro.

## Monumentos y lugares de interés
- Zona para la observación de aves del río Llobregat
- Itinerarios de naturaleza por el Torrent Gran, Riera del Morral del Molí y otros

Como patrimonio histórico-cultural en Abrera destacan:
- Iglesia de San Pedro de Abrera, románica del siglo XI, aunque muy modificada posteriormente.
- Ermita de San Hilario, prerrománica del siglo VIII o IX (?), en la misma ubicación que los restos de una villa romana.
- Castillo de Voltrera (en ruinas), que se remonta tal vez al siglo VIII, conserva parte de una iglesia románica.

Abrera es una villa rica y diversa en cultura y tradiciones. También se puede disfrutar de una visita al patrimonio arquitectónico del municipio: la iglesia de San Pedro, uno de los ejemplos de románico mejor conservado del Bajo Llobregat, el castillo de Voltrera o la ermita de San Hilario. Abrera también está rodeada por un corredor verde, como es el Torrent Grande, y otro lugar para pasear es la orilla del río Llobregat.
La única oferta de alojamiento se encuentra en el centro del municipio, muy cerca del Ayuntamiento. Es un apartotel.

## Personajes célebres
José Miguel Ruiz Cortés (José Ruiz) . Jugador internacional de fútbol sala. Campeón de Europa con la selección española.
Manuel López Lozano, político y abogado.
Raúl Moro, futbolista español, actualmente juega en la Primera División de España con el Real Valladolid Club de Fútbol